# Mayumi Ichikawa
Mayumi Ichikawa (市河 麻由美, Ichikawa Mayumi ; Tokio, 3 mei 1976) is een voormalige Japanse marathonloopster en ultraloopster.

## Loopbaan
Ichikawa verbeterde haar persoonlijk record in 2001 op de marathon tijdens de marathon van Nagoya, waarin ze als zevende eindigde. Twee jaar daarvoor was ze bij de vrouwen zeventiende geworden op de marathon tijdens de wereldkampioenschappen in Sevilla.

## Persoonlijke records
| Onderdeel      | Prestatie | Datum           | Plaats |
| -------------- | --------- | --------------- | ------ |
| 10.000 m       | 32.19,69  | 5 mei 1998      | Mito   |
| halve marathon | 1:10.23   | 19 januari 1997 | Tokio  |
| marathon       | 2:27.22   | 11 maart 2001   | Nagoya |

## Palmares

### 10.000 m
- 1996: 16e Japanse kamp. in Osaka - 33.20,43

### halve marathon
- 1996: 17e WK in Palma de Mallorca - 1:13.42
- 1997:  halve marathon van Matsue - 1:13.11
- 1998:  halve marathon van Miyazaki - 1:12.19
- 1998:  halve marathon van Sapporo - 1:12.49
- 1998:  halve marathon van Abashiri - 1:13.30
- 1998: 34e WK in Uster - 1:13.16
- 2002:  halve marathon van Abashiri - 1:13.24

### marathon
- 1997: 6e marathon van Berlijn - 2:30.26
- 1999:  marathon van Nagoya - 2:27.57
- 1999: 17e WK - 2:32.01
- 2000:  marathon van Hokkaido - 2:32.30
- 2001: 7e marathon van Nagoya - 2:27.22
- 2001:  marathon van Hokkaido- 2:36.15
- 2003:  marathon van Betsukai - 2:59.54
- 2006: 25e marathon van Tokio - 2:49.48